# Котова, Валентина Ивановна
Валенти́на Ива́новна Ко́това (15 марта 1933, Центрально-Чернозёмная область — 4 августа 2016, Санкт-Петербург) — советский передовик промышленного производства, бригадир сборщиков ленинградского производственного объединения «Светлана» Министерства электронной промышленности СССР, Герой Социалистического Труда (1981).

## Биография
Родилась 15 марта 1933 года в посёлке Гавриловский Михайловского района Центрально-Чернозёмной области (ныне Железногорского района Курской области) в крестьянской семье. Мать незадолго до Великой Отечественной войны уехала в Ленинград на заработки. Отец погиб на фронте, и Валентину воспитывал дедушка.
В 1948 году она переехала в Ленинград к матери, которая всю блокаду проработала на заводе электровакуумных приборов «Светлана». Валентина поступила в радиотехническое училище и одновременно — в вечернюю школу. В 1951 году, окончив оба заведения, пришла работать регулировщицей на завод «Водтрансприбор».
В 1958 году поступила на завод «Светлана», где открылся новый цех по выпуску первых в стране полупроводниковых приборов. Работала сборщицей. Технология изготовления изделий и конструкция приборов менялись очень быстро. Приходилось изучать приёмы сборки германиевых и кремниевых транзисторов, подниматься от одной сложной ступени к другой, повышая своё мастерство. Благодаря организаторским способностям её назначили бригадиром.
Свыше 10 лет возглавляла коллектив из более чем 20 специалистов различных профессий. Бригада осваивала и применяла принцип работы на единый наряд с коэффициентом трудового участия, работницы овладевали смежными профессиями, внедряли рационализаторские предложения и конструкторские идеи, участвовали в наставническом движении. Вскоре ей поручили возглавить Совет бригадиров объединения. Она поставила работу так, что Совет стал школой передового опыта города и внедрил прогрессивные методы в деятельность всех бригад, а её коллектив прочно занял лидирующее положение. За трудовые успехи бригады в VIII пятилетке бригадир была отмечена орденом Октябрьской Революции.
В X пятилетке бригаде В. И. Котовой поручили выпуск интегральных схем. Котова помогала работницам освоить технологию и оборудование, обучила более 30 молодых работниц из ПТУ, многие из которых затем возглавили новые бригады. С развитием прогрессивных форм организации труда появилась необходимость в овладении наукой управления и воспитания людей. Она настойчиво постигала тонкости этого дела, применяла и боролась за освоение новой продукции, качественно увеличивала выход готовых изделий, на практике воплощая девиз: «От высокого качества работы каждого — к высокой эффективности труда коллектива».
Указом Президиума Верховного Совета СССР от 10 марта 1981 года за выдающиеся достижения по досрочному выполнению заданий X пятилетки, за новаторство в освоении новой техники ей было присвоено звание Героя Социалистического Труда с вручением ордена Ленина и золотой медали «Серп и Молот».
Вела большую общественную работу, возглавляя с января 2007 года Комитет Героев Социалистического Труда и полных кавалеров ордена Трудовой Славы в составе Санкт-Петербургской общественной организации ветеранов (пенсионеров, инвалидов) войны, труда, Вооружённых сил и правоохранительных органов. Была делегатом съезда профсоюзов, членом Облсовпрофа.
Жила в Выборгском районе Санкт-Петербурга. Умерла 4 августа 2016 года на 83-м году жизни. Похоронена на Богословском кладбище